# Aubin (Pirineos Atlánticos)
Aubin es una comuna francesa de la región de Aquitania en el departamento de Pirineos Atlánticos.
El topónimo Aubin fue mencionado por primera vez en el año 1101 con el nombre de Sanctus Genumer de Albii.

## Demografía
| 115 | 113 | 110 | 159 | 199 | 183 | 214 |
| Para los censos de 1962 a 1999 la población legal corresponde a la población sin duplicidades (Fuente: INSEE [Consultar]) |     |     |     |     |     |     |